# Jeff Weaver

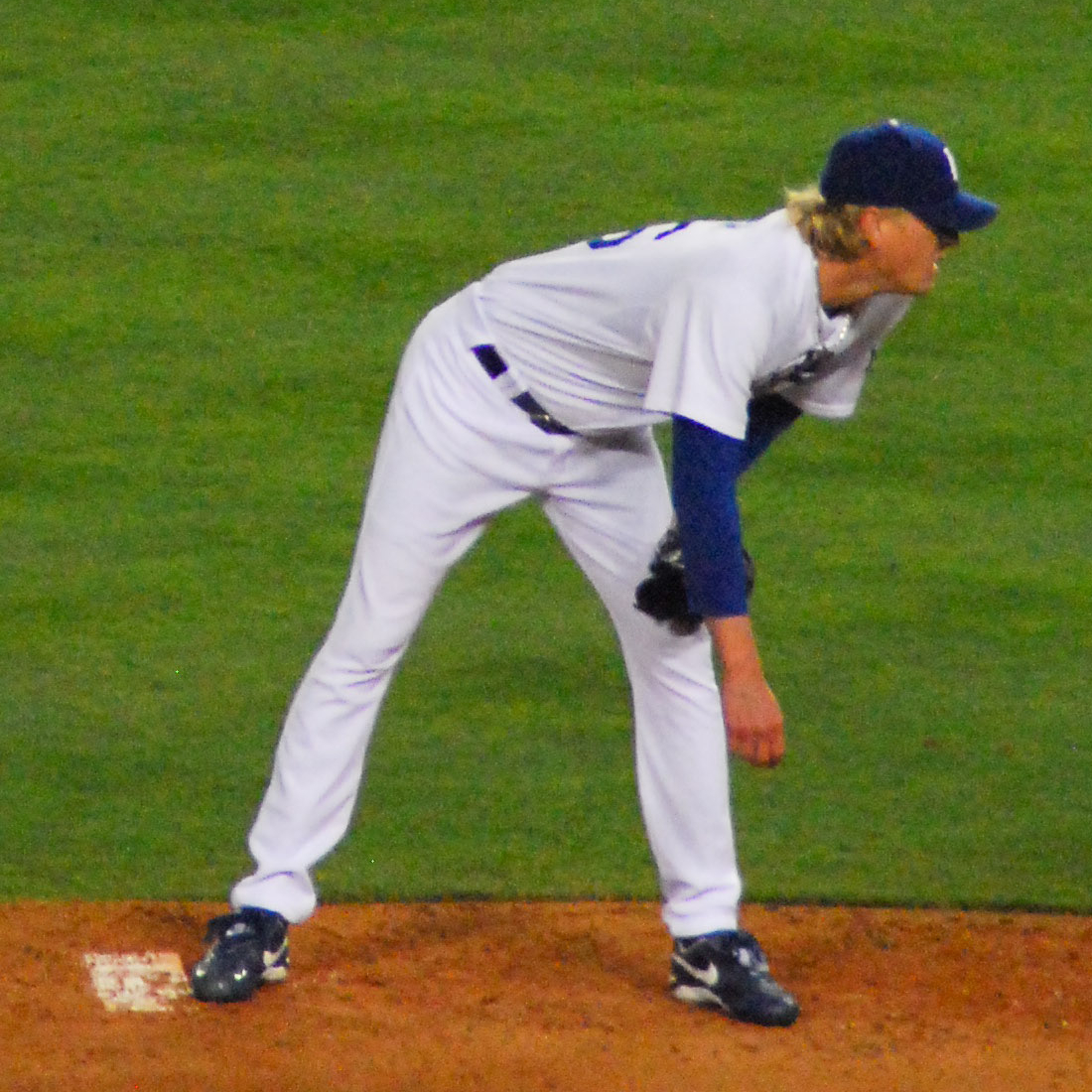

Jeffrey Charles Weaver, mais conhecido como Jeff Weaver (22 de agosto de 1976), é um jogador profissional de beisebol estadunidense.

## Carreira
Jeff Weaver foi campeão da World Series 2006 jogando pelo St. Louis Cardinals. Na série de partidas decisiva, sua equipe venceu o Detroit Tigers por 4 jogos a 1.